# Bullet Tooth Records
Bullet Tooth Records ist eine US-amerikanische Plattenfirma, welche 2010 von Josh Grabelle – dem ehemaligen Besitzer des Labels Trustkill Records – gegründet wurde.
Zu den bekanntesten Gruppen, die bei dem Label unter Vertrag stehen bzw. standen, gehören Affiance, First Blood, Memphis May Fire und Most Precious Blood.

## Künstler (Auswahl)
- Affiance
- Dead Icons
- Deception of a Ghost
- Kid Liberty
- I’Omega
- Save the Clock Tower
- The Paramedic
- Serianna
- Throw the Fight
- The Smoking Hearts
- Nightshade
- Most Precious Blood
- Death Ray Vision
- Dead Icons
- Memphis May Fire (ehemalig, nun bei Rise Records)
- First Blood